# Kobulasti zelenček
Kobulasti zelenček (znanstveno ime Chimaphila umbellata) je vednozelena zdravilna rastlina iz družine vresovk, ki je razširjena tudi v Sloveniji.

## Opis
Kobulasti zelenček zraste od 10 do 35 cm visoko in ima svetlo zelene svetleče vednozelene nazobčane liste. Cvetovi so beli ali rožnati, zbrani pa so v kobule, v katerih je od 4 do 8 cvetov. 

### Podvrste
Priznane so štiri podvrste:
- Chimaphila umbellata subsp. umbellata – Evropa, Azija
- Chimaphila umbellata subsp. acuta – jugozahodna Severna Amerika
- Chimaphila umbellata subsp. cisatlantica – severovzhodna Severna Amerika
- Chimaphila umbellata subsp. occidentalis – severozahodna Severna Amerika

## Razširjenost in uporabnost
Severnoameriški staroselci so v tradicionalni medicini prevretek kobulastega zelenčka uporabljali za zdravljenje tuberkuloze.
Danes se izvlečki rastline uporabljajo za aromartiziranje sladkarij in zeliščnega piva.